# William Butler Yeats
William Butler Yeats /jeɪts/ (Dublín, 13 de junio de 1865-Roquebrune-Cap-Martin, Francia, 28 de enero de 1939) fue un poeta y dramaturgo irlandés. Siempre interesado en el misticismo y esoterismo, fue una de las figuras más representativas del renacimiento literario irlandés y uno de los fundadores del Irish Literary Theatre y el Abbey Theatre. Cuando Irlanda finalmente alcanzó su independencia ejerció como senador por dos periodos legislativos (1922 a 1928). Fue galardonado con el Premio Nobel de Literatura en el año de 1923.

## Biografía

### Primeros años
William Butler Yeats nació en Georgeville, cerca de Sandymount Castle, en Dublín (Irlanda); fue hijo del pintor John Butler Yeats y de Susan Pollexfen Yeats, que provenía de una familia angloirlandesa de comerciantes protestantes. Su abuelo, llamado también William Butler Yeats, era rector de la Iglesia de Irlanda, sin embargo, su padre, influenciado por el cientificismo victoriano de la época, era un nacionalista escéptico y que no le importaba demasiado la religión. El carácter del joven William trató de combinar ambos mundos en un extraño misticismo científico, que le permitía a la vez rechazar la religión tradicional y el cientificismo ateo. El biógrafo Richard Ellmann escribe al respecto: «Eligió una fe excéntrica en algún lugar entre las creencias ortodoxas de su abuelo y los descreimientos no ortodoxos de su padre».

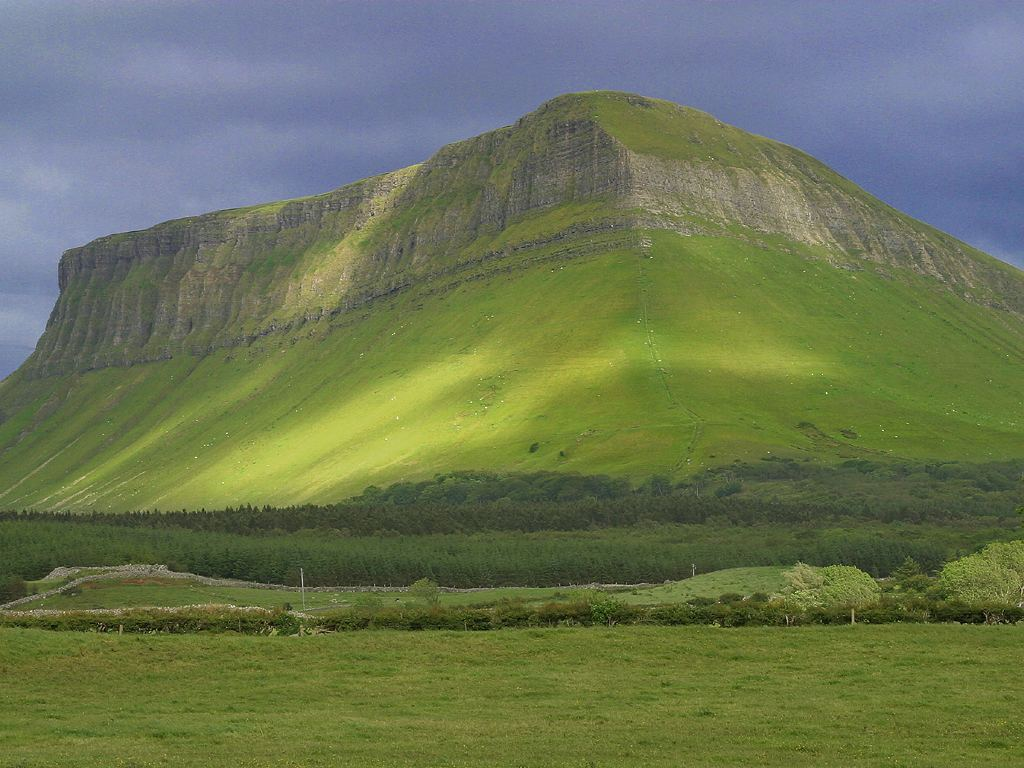
Monte Benbulben, en Sligo, Irlanda

En 1867, a los dos años, Yeats se trasladó con su familia a Londres, al número 23 de la calle Fitzroy. Allí vivió solamente cinco años, pues en julio de 1872 regresó con su madre y sus hermanos al condado irlandés de Sligo, donde vivían sus abuelos, William y Elizabeth Pollexfen en el distrito de Merville, y que Yeats durante toda su vida veneró y celebró en su poesía. Allí se empapó de los cuentos de hadas que contaba la gente humilde de Irlanda; su misma madre le contó muchas historias de duendes y gnomos, mientras que los campesinos relataban experiencias y encuentros con la «gente pequeña»; sin lugar a duda, este periodo marcó para siempre su espíritu, como él mismo admitió: «El lugar que realmente tuvo mayor influencia en mi vida fue Sligo».
En octubre de 1874 volvió de nuevo con su familia a Londres y se instaló en Edith Villas. Allí su padre se relacionó con un grupo de pintores de la Hermandad Prerrafaelista. En la primavera de 1877 William comenzó sus estudios en la escuela londinense de Godolphin de Hammersmith, pero ante el escaso éxito de su padre como pintor, se marcharon en el verano de 1881 a Balscadden Cottage, en Howth, cerca de Dublín. Yeats empezó a escribir y a leer poesía. Estudió en la Erasmus Smith High School hasta diciembre de 1883, de forma poco aplicada y desinteresada, ya que lo único que parecía interesarle era la poesía, que ya desde esa época empezaba a leer con asiduidad.
En 1884 intentó en vano asistir al Trinity College; más tarde y sin estar completamente seguro, entró en la Escuela Metropolitana de Arte de Dublín, donde empezó a estudiar pintura. Allí conoció a George William Russell (que usó el pseudónimo de AE), hombre que también estaba muy interesado en el misticismo, y con el cual entabló una amistad de por vida. Comenzó a escribir poesía en un estilo simbolista, pues estaba interesado, sobre todo, en la poesía francesa simbolista de aquel tiempo, y empezó a experimentar con vivencias paranormales y con el espiritismo. La ciencia le parecía que a pesar de su efectividad, lejos de llegar a las más importantes verdades para el ser humano, las evadía al negar ciertas experiencias o despreciarlas como afecciones o manías mentales; en contraste con esto veía a la poesía, la belleza y el arte como la verdad, y, tras renunciar a la religión protestante de su madre en 1880, empezó a sentirse atraído por el misticismo de la India.

### Teatro
En 1896 regresó a Irlanda, donde se integró al movimiento del renacimiento literario de su país y entabló amistad con la dramaturga nacionalista Lady Gregory Isabella Augusta Gregory, en cuya casa llegó a pasar algunas noches, a veces para recobrar su quebrantada salud y que lo sacó de la depresión en la que había caído al final de una larga y fallida relación amorosa con la bella nacionalista Maud Gonne; con la ayuda de Lady Gregory fundó el Teatro Abbey y la Compañía de Teatro Nacional Irlandés (1901), que resultaron fundamentales en el desarrollo cultural de Irlanda, pues antes de fundarse estas instituciones, por lo general se presentaban obras que eran meras adaptaciones o copias del teatro inglés. Yeats escribió algunas piezas para esta compañía, de la que fue director hasta su muerte. Al principio su inspiración para estas obras vino de la mitología céltica irlandesa, frecuentemente en torno al héroe Cúchulainn, la heroína Deirdre y el Ciclo del Úlster, bajo una fuerte impronta simbolista; Yeats estrenó las siguientes piezas en total, por orden cronológico: La condesa Cathleen (1892, representada en 1899); El país de nuestros deseos (1894); Cathleen Ni Houlihan (1902); The Pot of Broth (1902); Las aguas tenebrosas (1900, estrenado en 1904); El reloj de arena (1903); En los siete bosques (1903); El umbral del palacio del rey (1904); On Baile's Strand (1904); Deirdre (1906), El Unicornio de las Estrellas (1907); El yelmo verde (1910) y El gato y la Luna. Agotado el modelo del teatro simbolista, con el que Yeats quiso enfrentarse al Naturalismo de Ibsen que imperaba en los escenarios ingleses, intentó innovar, hasta cierto punto, asimilando ciertos influjos del teatro nō japonés, que empezaba a conocerse en Europa, a través de las traducciones de su secretario, el poeta estadounidense Ezra Pound, que a pesar de la amistad que entabló con Yeats, se apartó bastante de las ideas de éste, y se convirtió en un fascista fanático. En el teatro, Yeats incorporó el ritualismo que caracteriza esta dramaturgia: empleó máscaras y gestos, e incluyó coros, danzas y música ceremonial. Los elementos simbolistas se hallaban en diálogos de tono poético en los que irrumpía lo místico y lo onírico. Las piezas compuestas en este periodo fueron reunidas en 4 piezas para baile (1921). 
Estas audacias escénicas exigían un público experto y reducido, por lo que contribuyeron al desarrollo del teatro de cámara; sin embargo, Yeats evolucionó en su dramaturgia hacia estructuras y lenguaje más claros y mundanos, dejando en el camino parte de su misticismo y hermetismo.

### Últimos años

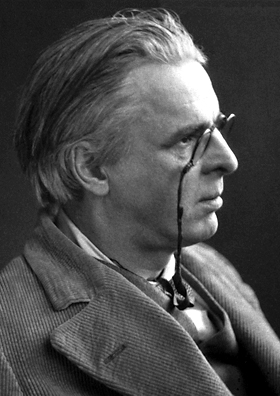
Yeats en 1923

Tras conocer a la joven Bertha "Georgie" Hyde-Lees, Yeats, logró comprar una torre normanda en Kiltartan Cross y se casó con Hyde-Lees en 1918. Resultó ser muy benéfico para él, pues puso en orden su vida y renovó su poesía, incitándole a experimentar con la escritura automática. Tras la tan anhelada independencia de Irlanda, fue elegido senador para este nuevo país en 1922 y permaneció en el cargo hasta 1928. En 1923 recibió el premio Nobel de literatura, premio que encumbró su larga vida como literato, y que, además siempre aseveró que fue una especie de bienvenida por parte de los países ya constituidos de Europa a la nueva República de Irlanda. 
Este fue el período más fecundo de Yeats, el de su madurez y vejez. En su madurez, destacan los volúmenes de poesía El casco verde, Responsabilidades y Los cisnes salvajes de Coole, en los que se evidencia una profunda evolución de su lenguaje lírico, que se hace personal, vigoroso, y un poco más realista (con excepción de "Los cisnes salvajes de Coole" que ya tenía un lenguaje que se asemejaba más al de su vejez, más profético). En 1925 escribió el tratado esotérico Una visión, donde expresa su creencia en la íntima relación entre la imaginación poética y los arquetipos universales. Según el historiador Giordano Berti (en Claves y secretos del Tarot, Barcelona, Salvat, 2005, p. 23) en esta obra, la más complicada del poeta, se pueden ver reminiscencias de la enseñanzas esotéricas de la Golden Dawn sobre el Tarot; las "28 encarnaciones", como explicaba Yeats, son fases de la transformación del ser humano. De la influencia de este material nacieron hermosas colecciones poéticas como La torre (1928), La escalera de caracol (1933) y Últimos poemas
Su poesía, a pesar de su espíritu innovador, siempre se caracterizó por su cuidado formal, su simbolismo y la referencia e importancia a su amada Irlanda, que en muchas ocasiones aseveró ser la entidad que daba fuerza y vitalidad a su poesía. El 28 de enero de 1939 murió en la localidad francesa de Menton a los 73 años, después de años de una afección cardiaca, probablemente agudizada por su obstinado hábito de fumar tabaco.
Yeats consiguió liberar a la poesía irlandesa de la esclavitud de los moldes, géneros y temas de la poesía británica; rompió con la tradición de la poesía victoriana adscribiéndose al simbolismo y a la relación de la poesía con su propia nación y cultura, además de profundizar en la búsqueda de los arquetipos que dominan e influyen a todas las culturas.

## Política
Yeats era un nacionalista irlandés, que buscaba un estilo de vida tradicional y ordenado en el que todas las personas tuviesen lo suficiente, pero en la que la sociedad estuviera perfectamente jerarquizada, cosa que se puede atisbar a través de poemas tales como «El pescador» («The Fisherman»). Sin embargo, a medida que los años pasaron, escondió mucho de su espíritu revolucionario y se distanció del intenso paisaje político de la época de la Primera Guerra Mundial, hasta el año de 1922, cuando fue nombrado senador del Estado Libre de Irlanda.
Durante la etapa temprana de su vida, Yeats fue miembro de la Hermandad Republicana Irlandesa. Debido a la creciente tensión de la escena política del momento, se distanció del núcleo del activismo político en medio del Alzamiento de Pascua, retrasando incluso su poesía inspirada por dichos eventos hasta 1920.
En los años 30, a Yeats le llamaron grandemente la atención los movimientos autoritarios, antidemocráticos, nacionalistas y anticomunistas de Europa, y llegó a componer varias marchas para la organización de rasgos fascistas de los blueshirts (camisas azules), comandados por el militar Eoin O'Duffy, aunque nunca fueron utilizadas.
Fue un fiero oponente del individualismo egoísta que tanto se celebraba en los Estados Unidos y del liberalismo político, y vio los movimientos fascistas como una buena alternativa con respecto al orden público y las necesidades nacionales sobre el 'individualismo tirano'; completamente cegado de las horribles consecuencias que podrían nacer de dichos movimientos, y que irrumpieron muy poco después de su muerte. Por otra parte, también era una especie de elitista, que no veía bien la idea del gobierno de las masas, debido a la ignorancia e impulsividad que veía en éstas, y veía a la democracia como una amenaza contra el buen gobierno y el orden público. Después de que los blueshirts empezaran a radicalizarse en Irlanda, Yeats se distanció del movimiento, pero mantuvo una fuerte preferencia por el liderazgo autoritario y nacionalista.

## Premio Nobel
En diciembre de 1923 Yeats fue galardonado con el Premio Nobel de Literatura y supo usar de la mejor manera este honor para el bien de su patria. Fue consciente en todo momento del valor simbólico que este premio tenía, en tanto que era un irlandés el galardonado, precisamente poco después de que Irlanda consiguiera la independencia, y subrayó este hecho siempre que le era posible. En respuesta a las muchas cartas de felicitación que recibió dijo: «considero que este honor no ha venido a mí tanto como individuo que como representante de la literatura irlandesa; este reconocimiento es parte de la bienvenida por parte de Europa al Estado Libre Irlandés». En la lectura de su discurso de aceptación del Nobel en la Academia Sueca se presentó como estandarte del nacionalismo irlandés y de la independencia cultural irlandesa. Destacó esta idea con las palabras: 

Los teatros de Dublín eran edificios vacíos contratados por empresas itinerantes inglesas, y nosotros queríamos obras irlandesas con actores irlandeses. Cuando pensábamos en esas obras pensábamos en todo lo que es romántico y poético, ya que el nacionalismo al que invocábamos —el mismo nacionalismo al que ha invocado cada generación en momentos de desánimo— era romántico y poético.
[cita requerida]

 El premio conllevó un importante aumento de la venta de sus libros, pues sus editores (Macmillan) lograron una importante publicidad. Por fin, a los 58 años de edad, tuvo suficiente dinero y pudo pagar no solo sus propias deudas, sino también las de su padre, hombre que solía pedir prestado con facilidad, pero que olvidaba pagar de la misma manera.

## Obra
- 1886 - Mosada
- 1888 - Fairy and Folk Tales of the Irish Peasantry
- 1889 - El peregrinaje de Oisin y otros poemas (The Wanderings of Oisin and Other Poems)
- 1891 - Representative Irish Tales
- 1891 - John Sherman and Dhoya
- 1892 - Irish Faerie Tales
- 1892 - La condesa Cathleen (The Countess Kathleen)
- 1893 - El Crepúsculo celta (The Celtic Twilight)
- 1894 - The Land of Heart's Desire
- 1895 - Poemas (Poems)
- 1897 - La Rosa secreta (The Secret Rose)
- 1899 - The Wind Among the Reeds (El viento entre los juncos)
- 1900 - Las aguas sombrías (The Shadowy Waters)
- 1902 - Cathleen ni Houlihan
- 1903 - Ideas of Good and Evil
- 1903 - En los siete bosques (In the Seven Woods)
- 1907 - Discoveries
- 1910 - El yelmo verde (The Green Helmet)
- 1912 - The Cutting of an Agate
- 1913 - Poems Written in Discouragement
- 1914 - Responsibilities
- 1916 - Reveries Over Childhood and Youth
- 1917 - Los cisnes salvajes de Coole (The Wild Swans at Coole)
- 1918 - Per Amica Silentia Lunae
- 1921 - Michael Robartes and the Dancer
- 1921 - Cuatro obras para baile (Four Plays for Dancers)
- 1921 - Four Years
- 1924 - The Cat and the Moon
- 1925 - Una visión (A Vision)
- 1926 - Estrangement
- 1926 - Autobiografía (Autobiographies)
- 1927 - October Blast
- 1928 - La Torre (The Tower)
- 1929 - La escalera de caracol (The Winding Stair)
- 1933 - La escalera de caracol y otros poemas (The Winding Stair and Other Poems)
- 1934 - Collected Plays
- 1935 - Luna llena en marzo (A Full Moon in March)
- 1938 - New Poems
- 1938 - Second Chance
- 1939 - Last Poems and Two Plays (Obra póstuma)
- 1939 - On the Boiler (Obra póstuma)